# كارول بيركنز
كارول بيركنز (بالإنجليزية: Carol Perkins)‏ هي عارضة أمريكية، ولدت في 29 ديسمبر 1957.

## وصلات خارجية
- كارول بيركنز على موقع قاعدة بيانات برودواي على الإنترنت (الإنجليزية)